# Chinkilá
Chinkilá är en ort i Mexiko.   Den ligger i kommunen Tecoh och delstaten Yucatán, i den östra delen av landet, 1 000 km öster om huvudstaden Mexico City. Chinkilá ligger 18 meter över havet och antalet invånare är 336.
Terrängen runt Chinkilá är mycket platt. Runt Chinkilá är det ganska glesbefolkat, med 35 invånare per kvadratkilometer. Närmaste större samhälle är Cuzama, 9,4 km nordost om Chinkilá. I omgivningarna runt Chinkilá växer i huvudsak lövfällande lövskog.